# Totensessel
Il   Totensessel    è una cima montuosa alta 1.746 m sul livello del mare, e sorge nei Monti del Kaiser, nelle Alpi calcaree nordtirolesi  nello stato federale del Tirolo in Austria, tra Kufstein e St. Johann in Tirol.

## Geografia
I monti del Kaiser sono costituiti da due imponenti catene montuose, il Wilder Kaiser e lo Zahmer Kaiser, mentre a sud-est si trova il Niederkaiser. È una delle catene montuose più famose delle Alpi orientali e riveste una grande importanza per gli scalatori, gli alpinisti e gli escursionisti. La maggior parte dei monti del Kaiser è una riserva naturale e non è raggiungibile né tramite strada né tramite funivia.